# Bethlen Téri Színház

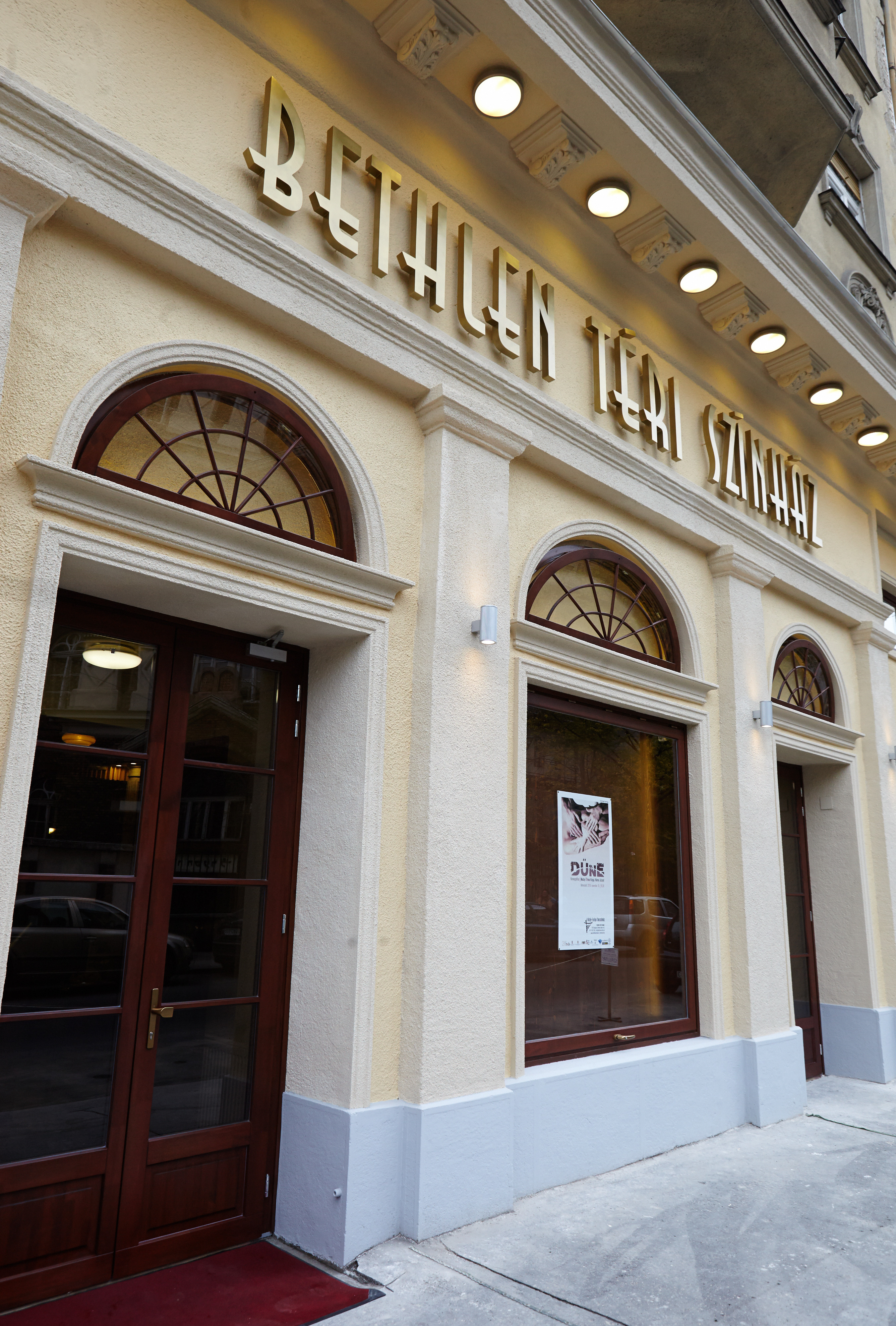
Bethlen Téri Színház ma

A Bethlen Téri Színház 2012 januárjától befogadó- és produkciós színházként működik. A színház küldetése, hogy a hazai és alkalomszerűen a nemzetközi kortárs előadóművészetek (elsősorban tánc, színház, bábszínház, újcirkusz) kiemelt budapesti befogadó színházi intézménye legyen, szem előtt tartva Erzsébetváros és szűkebb környezete, külső-Erzsébetváros érdekeit és igényeit is. Célja új élettel telíteni a helyet, az alkotóművészet területein aktív, fiatal művészek bevonásával, műfaji megkötések nélkül.

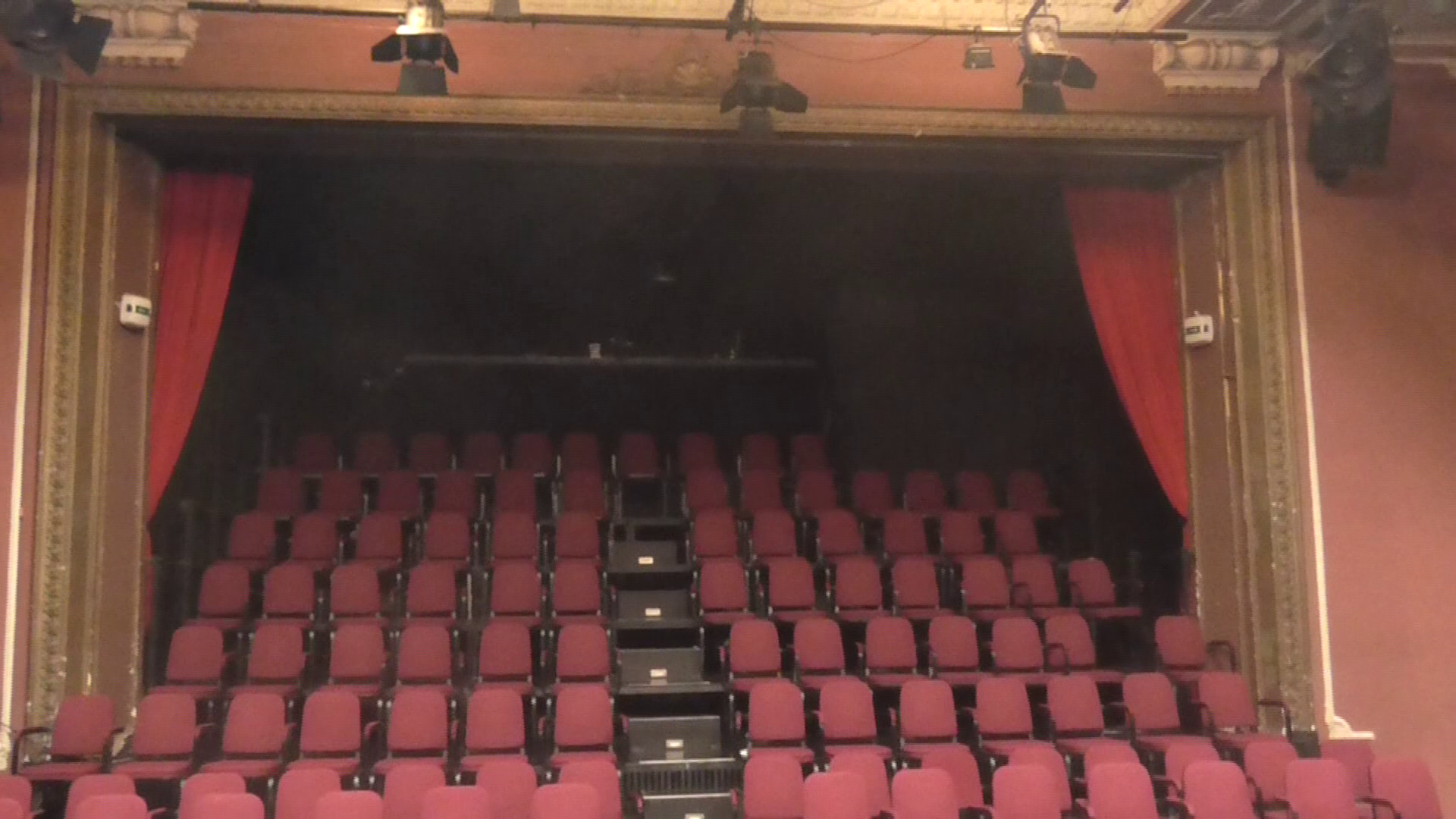
A Bethlen Téri Színház nézőtere

## Elhelyezkedése
A Bethlen Gábor tér Budapest VII. kerületében, az Erzsébetvárosban található, az István utca és a Bethlen Gábor utca metszéspontjában elterülő rombusz alakú téren. A 19. század közepén még dűlőút haladt itt, majd a Városliget felé kiépülő Erzsébetvárosban 1889-ben alakították ki a teret; neve ekkortól Bethlen tér, 1931-től az erdélyi fejedelem után Bethlen Gábor tér. A tér mai arculata csak az 1920-as évek végén alakult ki, ekkor épült fel a zsidó hitközség siketnéma-intézete és a Bethlen tér 3. alatti bérház. A téren található a Szent István Egyetem Állatorvostudományi Kara. Bethlen Gábor tér 3. lakóház Reiner Dezső tervei szerint épült, eklektikus stílusban, 1929-ben. A kétudvaros épület hét emeletével és mintegy száz lakásával a főváros legnagyobb háború előtt épült bérháza. A Gellért-hegyről nézve is jól látható. Az épület tetején a II. világháború alatt néhány férőhelyes betonbunkert építettek, ahonnan az egész környező várost tűz alatt tudták tartani. A bunker ma is megvan.

## A múlt

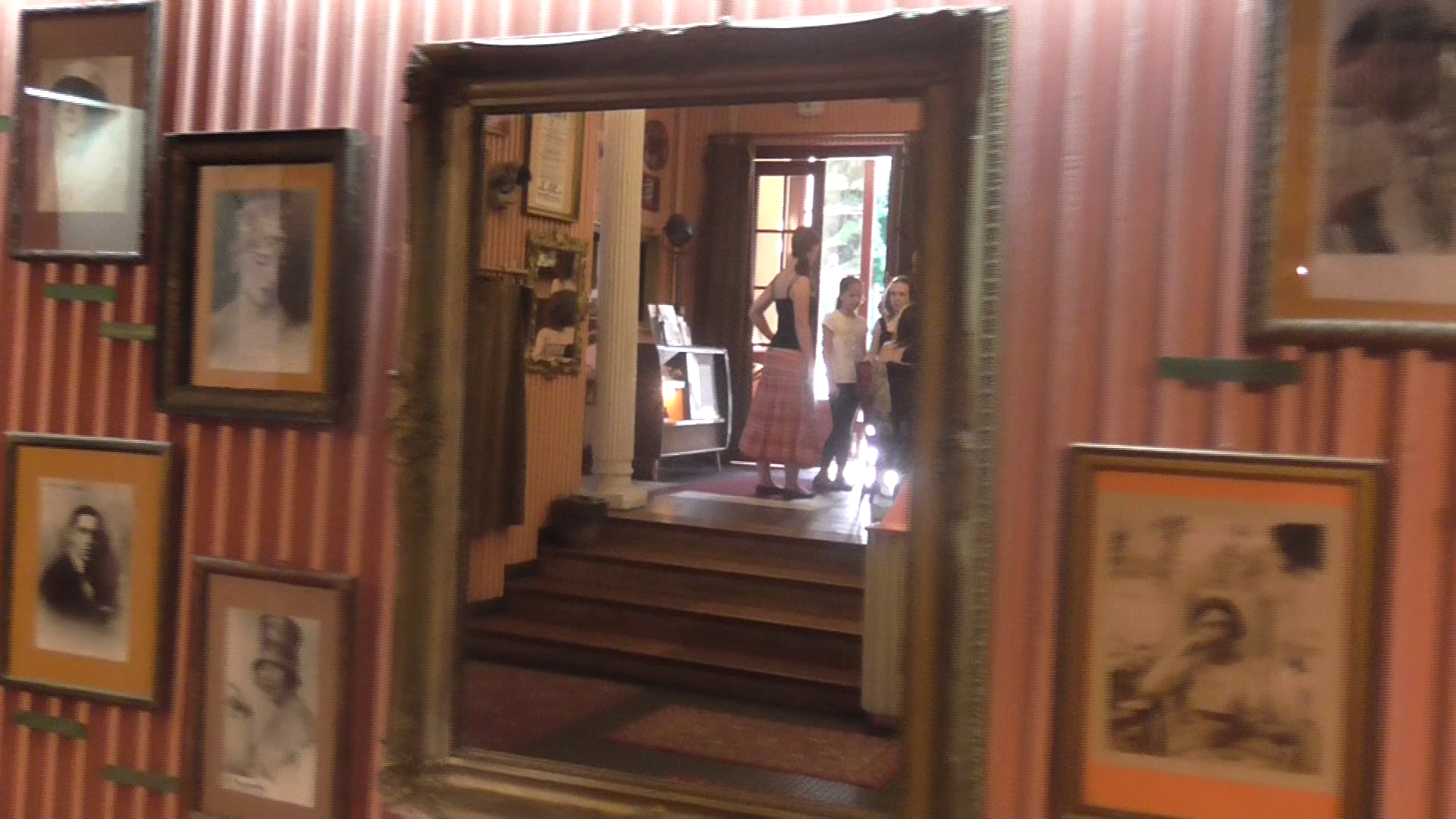
A Bethlen Téri Színház belsőjének egy részlete

1929-ben a tulajdonos Rákosi Tibor 550 személyes filléres kabarét nyitott főrendezője az akkor még csak 24 éves Kellér Dezső lett. A kabaré egészen 1933 szeptemberéig működött, utána tért át a színház vezetése az egész estét betöltő darabok játszására. A színház utolsó főrendezője az a Hont Ferenc volt, aki megálmodta 1933-ban a Szegedi Szabadtéri Játékokat. Ő keltette életre a Független Színpad mozgalmat is a Bethlen téren.  A színház vezetése 1935-ben a Royal Színházat (mai nevén Madách Színház) szerezte meg a Bethlen Téri Színház társszínházául és hatalmas költséggel felújították azt, de a befektetés nem térült meg 1936-ban becsődöltek és ez a Bethlen téren is komoly gazdasági gondokat okozott, majd 1937. január végén a Bethlen Téri Színház is bezárt. A helyiség 1937-től Hollywood, majd 1942-től Bethlen Filmszínház néven, az államosítás után pedig Bethlen moziként működött tovább 1986-ig. 1988-ban költözött Várkonyi Mátyás (a legendás Generál zenekar vezetője) és Miklós Tibor (a zenekar dalszövegírója) a ’82-ben alapított Rock Színházukkal az épületbe. Egy bemutatót tartottak 1993-ban, melynek rendezője Xantus János volt. Ezt követően a Bethlen téren nem tartottak több színházi bemutatót, próbateremnek és raktárnak használták 1996 júniusáig, amikor a Rock Színház beolvadt az Operett Színházba.
A Közép-Európa Táncszínház (KET) Magyarország első táncszínháza, jogelődjét 1978-ban a Művelődési Minisztérium alapította, és 1996-ig tartotta fenn. A KET 1997-től egyesületi formában működik a minisztérium által nyújtott különböző működési támogatásokkal. 1995-ben rendszeresen, de még vendégként, 1996 szeptemberében viszont már a minisztérium döntése alapján végleges megoldásként költözött jelenlegi helyére, a Bethlen tér 3-ba. Ettől fogva a helyet, Bethlen Kortárs Táncműhely néven tartotta fent a Kulturális Minisztérium. A KET-nek 1997-től sikerült újra színházzá avatni az addig csak próbahelyként működő épületet. Azóta sok felejthetetlen színházi este bizonyította, hogy jól döntöttek. Színház-rehabilitáló, otthonteremtő munkájuk eredményei immár széles körben – külföldön és belföldön egyaránt – ismertek. A Bethlen Budapesten egy semmi mással össze nem téveszthető színfolttá vált, az itt működő társulat évek óta meghatározó szerepet vívott ki magának hazai és a nemzetközi tánc-színházi életében.

## A Bethlen működtetése
A Rock Színház fenntartója a kulturális tárca volt, s a színház megszűnésével az a határozatlan idejű bérleti szerződés, amelyet a hely tulajdonosával, az Erzsébetvárosi Önkormányzattal kötött a Rock Színház, a tárcára szállt. A minisztérium 1997-től kiemelt két kortárs táncszínházat, a Bozsik Yvette Társulat Nonprofit Közhasznú Alapítványt és a Közép Európa Táncszínház Nonprofit Közhasznú Egyesületet, melyek közvetlen fenntartását ugyanebben az évben alakította át a fenntartó minisztérium, és a Bethlenben biztosított számukra helyet a munkára. Míg a Bozsik Társulat csak a próbáit, addig a KET előadásokat is tartott itt. A hely működtetésének kezelését a minisztérium az általa alapított Nemzeti Táncszínház Kht.-ra bízta. Ez a működés egészen 2011-ig zavartalanul biztosítva volt. Az új jogi környezet viszont már nem engedi, hogy a tárca közvetlenül támogasson civil szervezeti formában működő előadó-művészeti szervezetet, és egy szeptemberben kiadott kormányrendelet a „külsős” bérlemények felülvizsgálatát is elrendelte, így a minisztérium a bérleti jog átadása mellett döntött. Ezért az itt dolgozó társulatok a Bethlen Téri Színház Nonprofit Közhasznú Kft. alapítását határozták el, és 2012 januárjától ez a Kft. vállalta a hely életben tartását. Ezzel a Bethlen továbbra is az előadó-művészet szolgálatában marad, szolgálja Erzsébetvárost, ahogy az alapítók 1929-ben megálmodták. Az új alapítók: Szögi Csaba, arts menedzser, Karlik József, ügyvezető igazgató, Éberhardt Klára, koordinációs menedzser, a tehetségkutatásra és tehetséggondozásra helyezték a hangsúlyt. Emelet több fesztivált is rendeznek (nemzetközi Monotánc Fesztivál Archiválva 2020. június 12-i dátummal a Wayback Machine-ben,  határon túli színházakat bemutató Vendégváró Fesztivál, környezet tudatosságra nevelő Globe Feszt, és a vidéki táncműhelyeket felsorakoztató Sissi Őszi Tánchét).

## Bethlen Galéria
2001 szeptemberében, a Közép-Európa Táncszínháznak otthont adó Bethlen Kortárs Táncműhely épületében nyílt meg a Bethlen Kortárs Fotógaléria. Az alapítás óta havi rendszerességgel nyílnak új kiállítások a színházi idényben. Az alapítást kettős szándék vezérelte: egyrészt nagyobb publicitást biztosítani a galériával egy épületben működő Táncszínház számára, másrészt kiállítási lehetőséget biztosítani a hazai tánc- és színházi fotográfia tehetséges képviselőinek. A Közép-Európa Táncszínház törzsközönsége újabb híveket jelent a magyar fotográfiának, és fordítva, a kiállítások látogatói az előadások rendszeres látogatóivá váltak. A Bethlen Galéria a hazai színházi és táncfotózás különböző generációinak biztosít megjelenési lehetőséget. A legaktívabb, immár jelentős szakmai eredményeket elért alkotói generáció – Koncz Zsuzsa, Katkó Tamás, Révész Róbert, Dusa Gábor – mellett a fiatalabb generáció tehetséges képviselőinek is igyekeznek minél szélesebb felületet nyújtani, így kiállított már itt többek között Kenyeres Csilla, Éder Vera, Bege Nóra, Frank Yvette, Molnár Edvárd, Gáspár Gábor, Varga Gábor György, Lékó Tamás. S mellettük nem feledkezünk meg az idősebb generációról sem: tárlatokat nyitotottak Kálmán Béla, Korniss Péter, Szalay Zoltán, Kass János műveiből, illetve válogattak immár lezárt életművekből: Inkey Tibor, Vizsnyiczai Erzsébet, Wellesz Ella fotóiból is. A Bethlen Galéria művészeti vezetésére az első hét évadban Katkó Tamás fotóművészt kérték fel, aki maga is kiemelkedő színházi, táncszínházi fotográfiák alkotója. Szerepét 2008 szeptemberétől Dusa Gábor vette át, aki elsősorban tánc előadások fotografálásában emelkedik ki a hazai mezőnyből.

## Bethlen Café
2012 tavaszán nyílt meg a Bethlen Téri Színház kávézója. Az igényes művészeti és kulturális kikapcsolódásra és családias környezetben békés időtöltésre vágyóknak alakították ki ezt nyitott a színteret, ahol napközben egy kávé mellett nyugodt beszélgetéseket lehet folytatni vagy csendben olvasni. Továbbá koncertek, filmvetítések, könyvbemutatók és irodalmi műsorok is várják az érdeklődőket.

## Neves művészek, akik felléptek a színházban (1929. november – 1937. január)
- Csortos Gyula
- Sulyok Mária
- Fedák Sári
- Kiss Manyi
- Gózon Gyula
- Feleki Kamill
- Kazal László
- Bánhidi László
- Beregi Oszkár
- Berky Lili
- Egri István
- Fehér Lili
- Mály Gerő
- Rózsahegyi Kálmán
- Zách János

## Galéria

### Videófájlok az előadásokból
- A "Papírhajótöröttek"-ből – 1
- A "Papírhajótöröttek"-ből – 2

### Állóképek

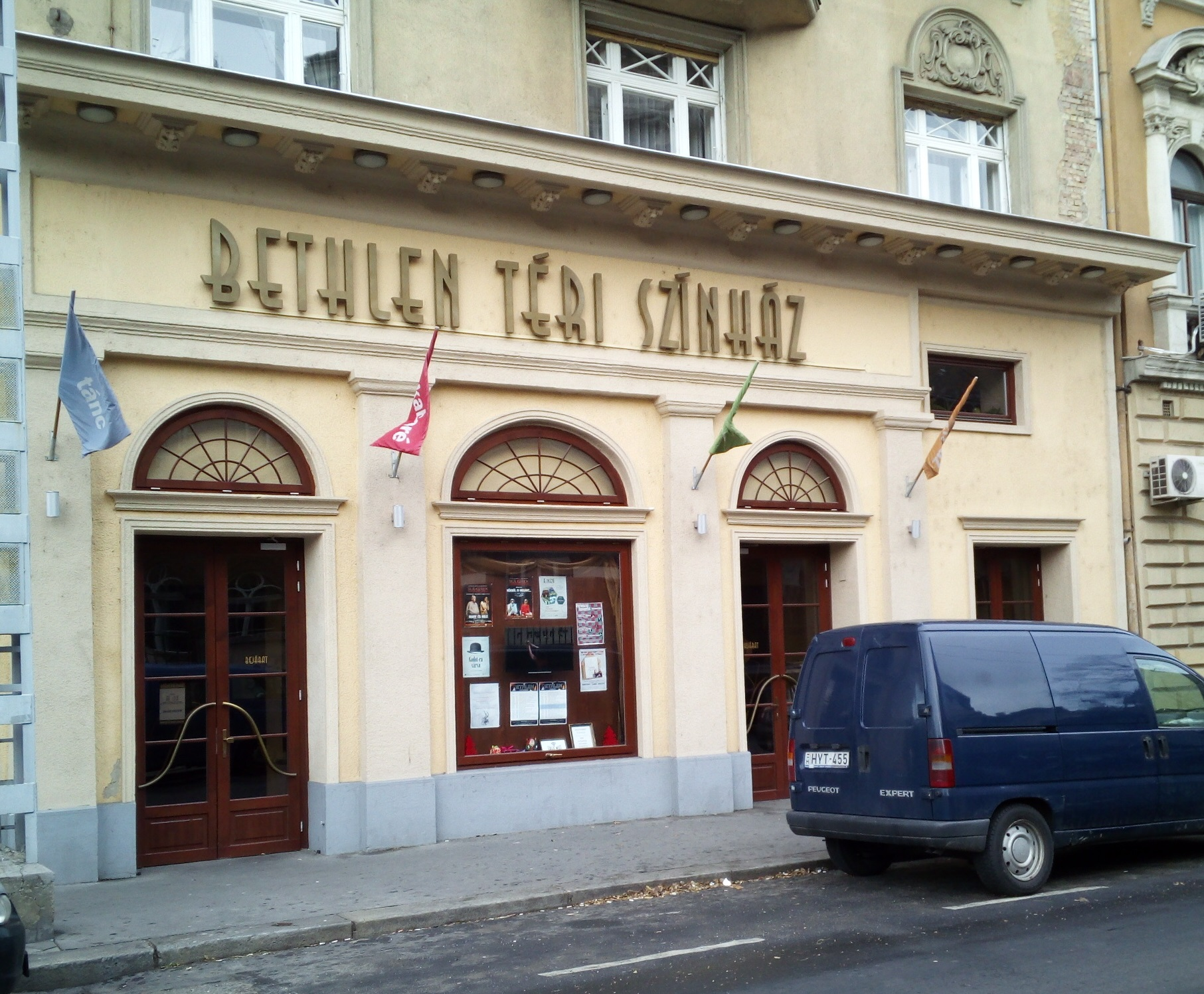
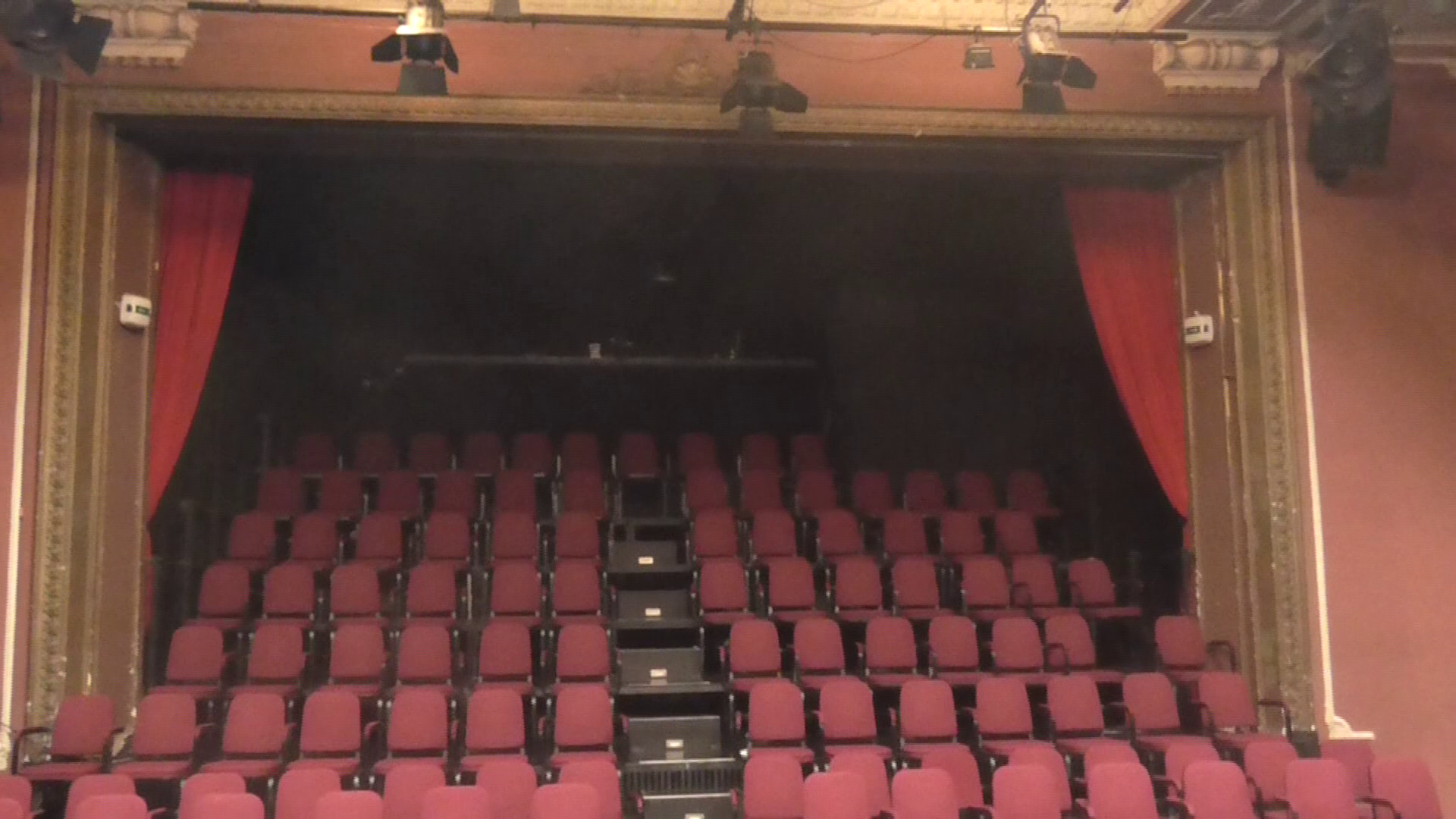
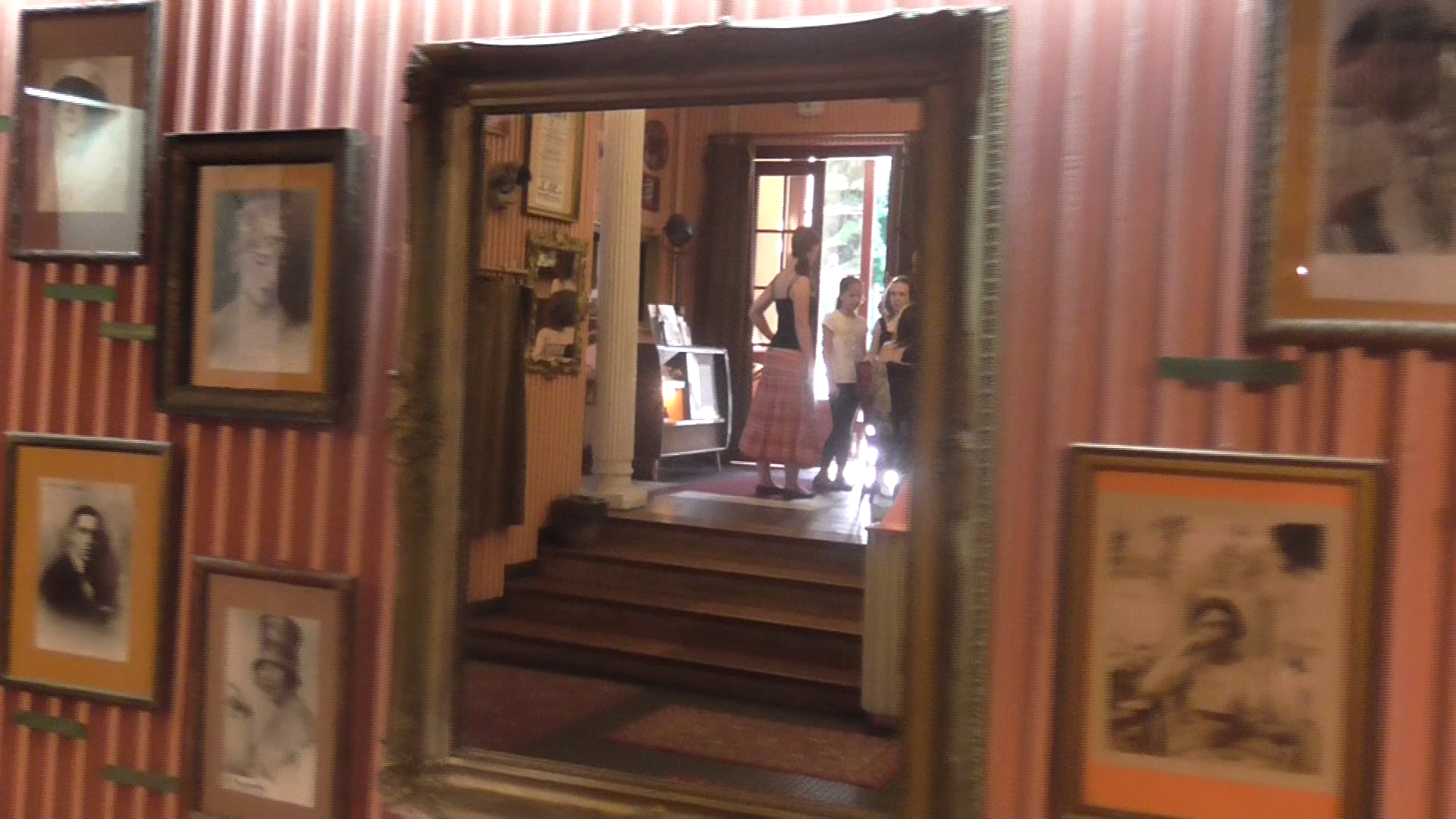
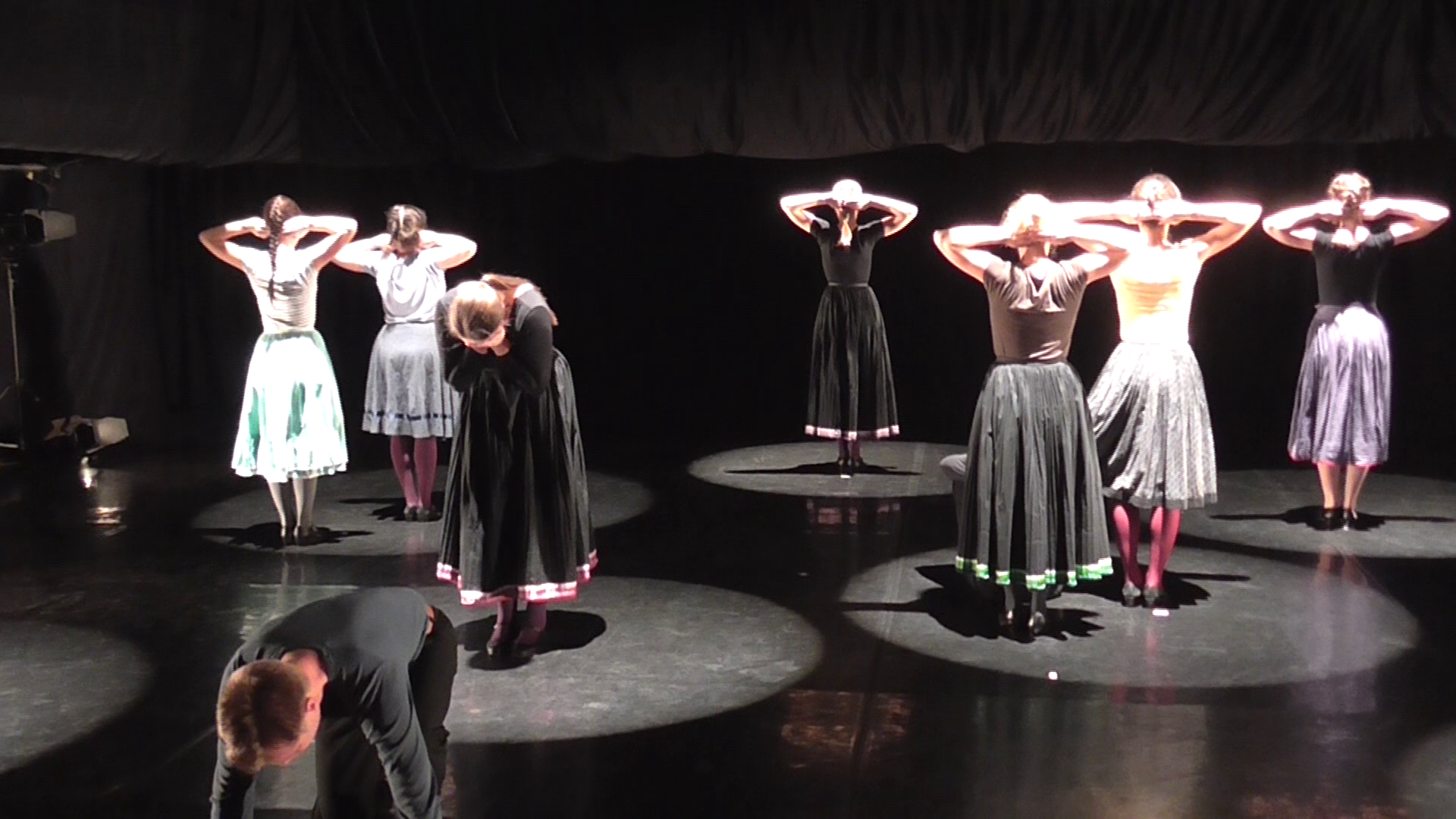
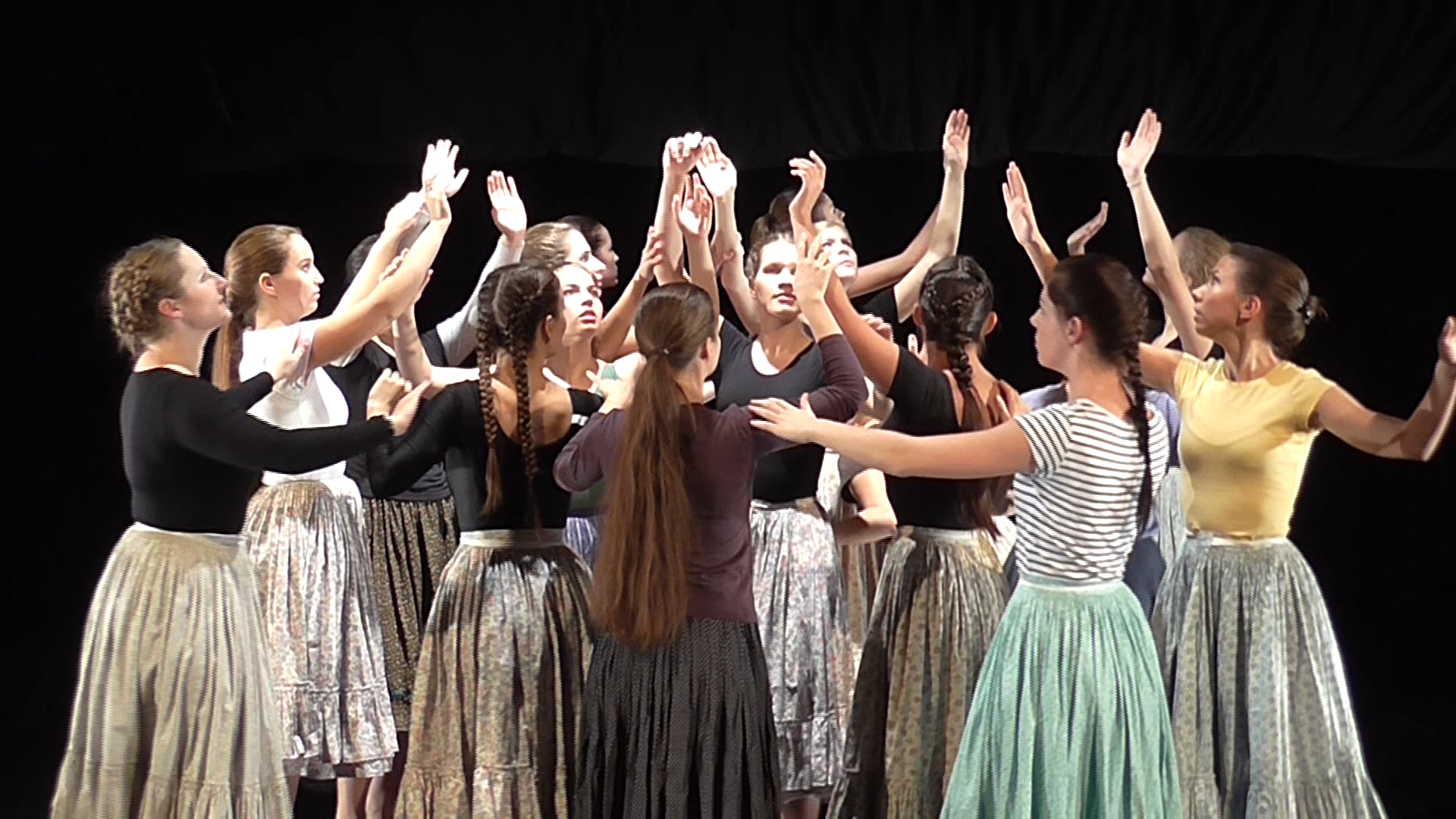